# 분자 미식학

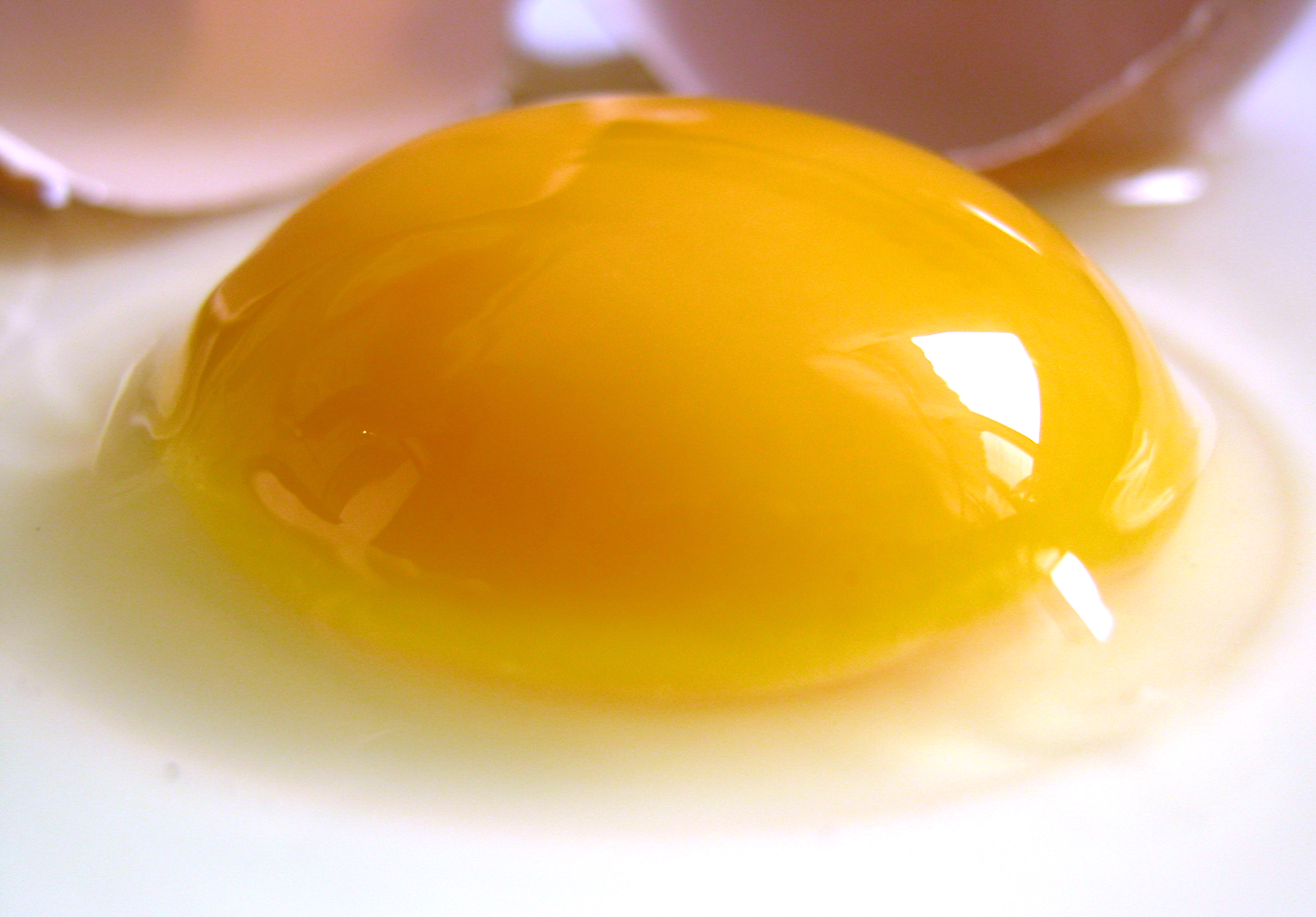
분자 요리학은 요리 온도, 공기를 불어넣는 방법이 어떻게 달걀에 영향을 미치는지, 그리고 달걀의 점성, 달걀의 표면장력에 영향을 주는지에 대한 탐구에서도 잘 보여진다.

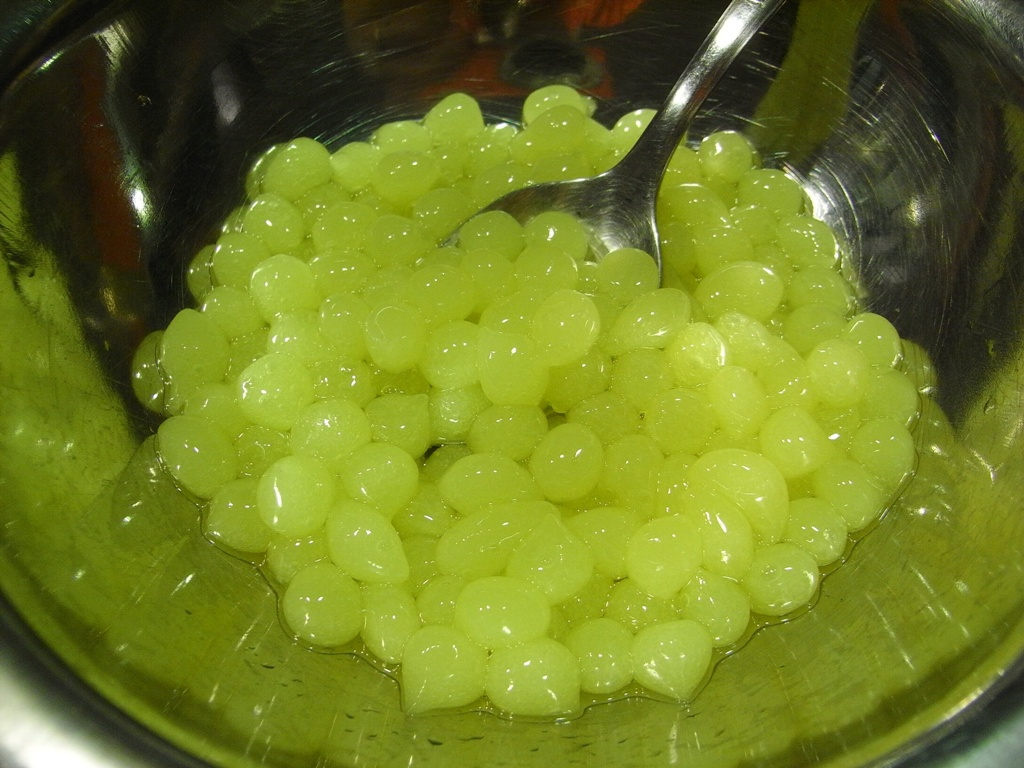
주스와 기타 액체를 구체화하는 것은 분자 요리학의 기법이다.

분자 요리학(分子料理學, 프랑스어: gastronomie moléculaire, 이탈리아어: gastronomia molecolare, 영어: molecular gastronomy) 또는 분자 미식학(分子美食學)은 음식의 질감과 조직, 요리과정을 과학적으로 분석해 새로운 맛과 질감을 개발하는 일련의 활동을 말한다. 분자 요리학은 조리과정 중 물리적, 화학적으로 일어나는 변화를 탐구하는 것을 그 목표로 하며, 과학적, 예술적, 그리고 기술적 측면으로 구성되어 있다.
1988년, 옥스포드의 헝가리 물리학자 니콜라스 쿠르티와 INRA의 프랑스 화학자 에르베 티스가 '분자 물리 요리학'(Molecular and Physical Gastronomy)이라는 개념을 처음 만들었고, 이는 1998년 쿠르티가 사망한 뒤로 조금 더 간결한 용어인 '분자 요리학'(Molecular gastronomy)이라는 단어로 쓰이게 되었다.

## 정의
분자 요리학에 대해 학자들마다 내리는 정의는 다양하다. 분자 요리학의 창시자 중의 한 사람인 에르바 티스(Herve This)는 분자미식학을 "음식의 만들기 이전의 화학적, 물리적 반응의 연구"라 정의했고, 미국의 유명한 요리과학 서적인 'On Food and Cooking'의 저자 McGee는 분자 요리학을 '맛있음에 대한 과학적 학문'이라 정의했다. 이러한 정의를 보편적으로 요약하자면, 분자 요리학이란 기존 프랑스 요리(Haute cuisine)에 있어서 그 재료의 조직 및 질감, 요리과정과 노하우를 과학적으로 연구 분석해 새로운 ‘음식 궁합’과 이를 통해 기존에 전혀 없었던 새로운 맛을 만들어 내는 학문이라고 할 수 있다.
분자 요리학은 조리(cooking), 음식 과학(food science), 조리 과학(science of cooking)이라는 세 개념을 수반하고 총괄하는 학문이다. 조리는 조리라는 과정을 통해 음식을 만드는데 그 목적을 두는 기술적, 혹은 예술적인 분야이다. 음식 과학이란 음식 조리 과정보다는 음식, 또는 음식을 만드는데 쓰이는 식재료를 과학적 실험을 통해 분석하는 과학적 분야이다. 조리과학은 조리를 하는 과정을 다루는 기술적 분야이다. 예를 들어 누군가가 압력 밥솥을 개발해서 보다 짧은 시간에 밥을 골고루 조리할 수 있게 되었다면, 증기 압력을 이용해서 압력 밥솥을 개발한 것은 조리과학이다. 만일 조리가 일종의 예술이라고 한다면, 그 작품인 음식을 만들어 내는 것은 예술가의 몫이다. 그리고 과학은 이런 예술가가 훌륭한 작품을 만들 수 있도록 도와주는 도구라고 할 수 있다. 분자미식학이란 이 세 가지(조리, 음식과학, 조리과학) 모두를 다 수반하고 총괄하고 있는 학문으로, 음식뿐만 아니라 그 음식을 만드는 조리과정의 구조를 과학적 연구와 실험을 통하여 철저히 해체 분석함으로써 그 기본구조와 원리를 이해하고, 따라서 음식의 맛을 감별할 수 있는 다양성과 조리방식에 새로운 변화를 모색하는 포괄적이고 광범위한 학문이라고 할 수 있다.

## 역사
분자물리 요리학(molecular and physical gastronomy)이라는 용어는 1988년 헝가리 출신의 물리학자 니콜라스 커티(Nicholas Kurti)와 프랑스의 물리화학자인 허브 티스(Herve This)에 의해 창안되었다. 이 용어가 공식적으로 처음 등장한 것은 1992년, 이탈리아의 에리스(Erice)에서 열린, 과학자들과 전문적인 요리사들이 전통적인 요리과정 내에 있는 과학에 대해서 토론을 나누는 과학과 요리학(Science and Gastronomy)이라는 워크샵의 이름으로 채택되면서였다. 그 이후, 이를 줄인 분자 요리학(Molecular Gastronomy)이 커티와 티스가 만들어낸, 전통적인 요리방법 내에 있는 과학을 탐구하는 방법의 이름으로 자리잡게 되었다.
커티와 티스는 에리스에서 열리는 ‘분자물리 요리학’의 공동 주최자가 되었으며, 모임에서 논의되는 주제들에 대한 공식적인 원리를 창안하기로 결정했다. 미국의 식품 과학 기자인 해롤드 맥기(Harold McGee)가 첫 번째 워크샵에 초대받았다. 1998년, 커티의 죽음 이후 이 모임의 이름은 티스에 의해서 ‘국제 분자요리학 워크샵, 니콜라스 쿠르티(The International Workshop on Molecular Gastronomy 'N. Kurti')로 개칭되었다. 티스는 1999년부터 2004년까지 개최된 워크샵의 단독 디렉터를 맡았으며, 오늘날까지도 분자 요리학을 연구하고 있다.
옥스퍼드 대학교 물리학자 커티는 과학적 지식을 요리에 접목시키는데 굉장히 열정적이었다. 그는 영국에서 최초로 텔레비전 요리방송을 한 사람이었는데, 1969년 흑백 텔레비전 쇼에서 ‘물리학자의 주방(The Physicist in the Kitchen)’이라는 방송에 출연했다. 거기에서 그 파이의 윗부분을 손상시키지 않기 위해 주사기를 이용해서 민스파이에 브랜디를 주사하는 등의 기술을 선보였다. 같은 해에 그는 런던왕립학회로부터 ‘물리학자의 주방(The Physicist in the Kitchen)‘이라고 명명된 발표회를 가졌다. 여기에서 그가 한 말은 다음과 같이 전해진다.
저는 우리가 현재 금성의 온도를 잴 수 있는 문명 수준에 살고 있는데도 우리가 수플레의 내부를 들여다 보지 않는다는 것을 유감스럽게 생각합니다.— 니콜라스 커티

발표회 동안 커티는 머랭을 진공실 내에서 만들고, 자동차 배터리 사이에 소시지를 연결해 구웠으며 파인애플을 이용한 연육작용을 보이고 전자렌지의 극초단파를 이용하여 ‘베이크트 알래스카(Baked Alaska)’라는 겉은 아이스크림이고 속은 뜨거운 알코올로 만든 디저트를 선보였다. 그는 저온 조리에도 많은 관심을 가지고 있었는데, 18세기의 영국 과학자 벤자민 톰슨(Benjamin Thompson)이 2kg의 양의 관절을 섭씨 80도의 오븐에 넣는 실험을 재연했다. 8시간 30분 뒤 양 관절의 내부, 외부 온도는 75도였으며, 고기는 매우 연하고 육즙이 많았다. 이를 통해 그와 그의 아내 지아나 커티(Giana Kurti)는 왕립학회에서 발간된 음식과 과학에 대한 논문집(anthology on food and science by fellows and foreign members of the Royal Society)을 편집하게 되었다.
허브 티스는 1980년대부터 주부들의 오래된 요리기술과 비법 등을 수집하고, 어떤 것이 도움이 되는지를 검증하였는데 그가 지금까지 모은 개수는 25,00개에 다다른다. 1995년, 그는 분자물리 요리학(La gastronomie moléculaire et physique; molecular and physical gastronomy)에 대한 이론으로 재료물리화학에서 박사학위를 받았으며, 프랑스 교육부 장관의 고문으로 활동하고, 국제적으로 강연하였으며, 노벨상 수상자인 분자 화학자 장 자리 렌(Jean Marie Lehn)의 연구실에 초청되었다. 티스는 여러 권의 책을 프랑스어로 출판했으며, 이들 중 ‘Molecular Gastronomy: Exploring the Science of Flavor‘, ‘Kitchen Mysteries: Revealing the Science of Cooking’, ‘Cooking: The Quintessential Art’, ‘Building a Meal: From Molecular Gastronomy to Culinary Constructivism’은 영어로 번역되었다. 최근 그는 프랑스어로 여러 에세이를 쓰고 있으며, 프랑스의 INRA에서 분자 요리학에 대한 공개 무료 세미나를 매달 개최하고 있다. 그리고 1년에 한번, 그는 분자 요리학에 대한 공개 강좌를 열기도 한다. 허브 티스는 또한 웹사이트와 블로그를 운영하고 있으며, 매달 프랑스의 쉐프 피에르 가니에르(Pierre Gagnaire)의 홈페이지에서 그와 함께 협업물을 공개한다.
비록 그녀가 잘 알려지지는 않았지만, “과학과 요리학(Science and Gastronomy)"으로 알려진 에리스의 워크샵의 기원은 요리 교사 엘리자베스 커드라이 토마스(Elizabeth Cawdry Thomas)로 거슬러 올라갈 수 있다. 토마스는 런던의 르 꼬르동 블루에서 공부했으며, 캘리포니아 버클리에서 요리학교를 운영하였다. 한때 물리학자의 아내였던 토마스는 과학자들의 공동체에 많은 친구가 있었으며, 조리 과학에 관심이 있었다. 1988년, 에리스의 에토레 마조라나 센터(Ettore Majorana Center)에서 과학 문화를 위한 모임에 참여하면서 토마스는 볼로냐 대학교의 우고 발드레(Ugo Valdrè) 교수와 이야기를 나눴고, 교수는 조리 과학이 저평가된 영역이라는 토마스의 주장에 동의했으며 토마스에게 에토레 마조라나 센터에서 워크샵을 조직하도록 격려했다. 토마스는 에토레 마조라나 센터의 감독인 물리학자 안토니오 지치치(Antonino Zichichi)와 접촉했으며, 그는 그 아이디어에 동의했다. 토마스와 발드레는 커티에게 워크샵의 기획자를 제안했고, 저명한 음식 과학 기자인 해롤드 맥기와 프랑스의 물리화학자 허브 티스가 워크샵의 공동조직자가 되었다. 하지만 맥기는 1992년의 첫 번째 미팅 이후 사임하였다.
2001년까지 열렸던 '분자요리학 국제 워크샵 N. Kurti( The International Workshop on Molecular Gastronomy "N. Kurti)' (IWMG)는 국제 분자물리 요리학 워크샵(International Workshops of Molecular and Physical Gastronomy)" (IWMPG)로 개칭되었다. 첫 번째 모임은 1992년에 열렸고 모임은 2004년까지 계속되었다. 모든 모임은 여러 세션들로 나뉘는 전체 주제를 다루는 며칠 간의 과정을 포함했다.
워크샵들의 주제는 다음과 같다.
- 1992 - First Meeting
- 1995 - Sauces, or dishes made from them
- 1997 - Heat in cooking
- 1999 - Food flavors - how to get them, how to distribute them, how to keep them
- 2001 - Textures of Food: How to create them?
- 2004 - Interactions of food and liquids

모임들 내의 세션에 대한 예시는 다음과 같다 :
- Chemical Reactions in Cooking
- Heat Conduction, Convection and Transfer
- Physical aspects of food/liquid interaction
- When liquid meets food at low temperature
- Solubility problems, dispersion, texture/flavor relationship
- Stability of flavor

### 선구자
음식을 과학적으로 연구하는 분야는 분자미식학 이전에도 존재하고 있었다. 17, 18세기 계몽주의, 실증주의 시대에 많은 과학자들이 음식과학을 연구하고 있었는데, 대표적인 인물이 Benjamin Thompson, Antoine-Laurent de Lavoisier, Justus von Liebig 등이 있었다. 이들의 연구는 19세기(1895년) 프랑스의 학자 샤바랭(Jean-Anthelme)의 요리학(Gastronomy)에 대한 과학적 고찰에 많은 영향을 끼치게 된다. 샤바랭은 미식학과 과학과의 관계를 연관 지어 요리학이라는 학문을 다음과 같이 정의하고 있다.
미식학(Gastronomy)이란 인간이 섭취하는 모든 음식에 관한 지적 학문이다. 그 목적은 인간에게 가장 최적의 영양분을 제시함으로써 종족보존을 꽤하는데 있다. 또한, 이 목적은 어떤 특정한 원리원칙에 의거하여, 인간으로 하여금 사냥을 하거나, 음식을 공급하기도 하고 때론 음식으로 만들 수 있는 것들을 마련하도록 해 준다.
(중략)
미식학은 자연사(natural history)로서, 영양이 되는 음식들을 구분하게 하고, 물리학(physics)으로서 그런 음식들의 구조와 품질을 연구할 수 있게 하고, 화학(chemistry)으로서 다양한 분석과 촉매작용을 통해 음식간의 종속관계를 규명하게 하며, 요리법(cookery)으로서 음식을 만들어 식욕을 즐겁게 하고, 경영학으로서 필요한 물건을 가능한 싸게 구입하고, 팔 수 있는 물건들을 최대 이윤을 남겨서 파는 방법을 추구할 수 있도록 해주며, 마지막으로 정치경제학(political economy)으로서 미식학이 창출한 이윤을 통해 국가간의 교류 수단을 확보하게 해준다.— 니콜라스 커티

사뱌랭의 이런 과학과 미식학에 대한 관계 정의는 결국 커티와 티스로 하여금 분자미식학을 탄생시키는 결정적 촉매 역할을 하게 되었다.

## 목표

### 현재의 목표
화학적, 물리적 시각을 통해 요리가 진행되는 과정을 다음과 같은 세 분야에서 연구하는 것
1. 요리 활동과 연관된 사회적 현상(the social phenomena linked to culinary activity)
2. 요리 활동의 예술적 측면(the artistic component of culinary activity)
3. 요리 활동의 기술적 측면(the technical component of culinary activity)

### 원래의 목표
디스(This)에 의해 정립되었을 당시의 분자요리학의 근본적인 목표는 다음과 같다
1. 요리와 미식학에서의 속담, 격언 및 옛 주부들의 이야기를 조사한다(Investigating culinary and gastronomical proverbs, sayings and old wives' tales).
2. 존재하는 요리법을 탐구한다.(Exploring existing recipes).
3. 새로운 도구와 재료, 방법을 주방에 도입한다(Introducing new tools, ingredients and methods into the kitchen).
4. 새로운 요리를 개발한다(Inventing new dishes).
5. 분자 요리학을 통해서 일반 대중들이 과학의 사회에 대한 기여를 이해할 수 있게 한다(Using molecular gastronomy to help the general public understand the contribution of science to society).

하지만, 디스는 이후 3, 4, 5번이 과학적 측면보다는 기술적, 교육적 측면에 가깝다는 것을 인식하고 그 이후로 분자요리학의 주된 목표를 수정하고 있다.

## 예시

### 음식
분자조리법은 분자미식학을 이용한 조리방법이라고 할 수 있다(Ruhlman 2007). 다음은 2006년 티스가 발표한 ‘분자미식학의 과학적 연구가 우리 식생활에 주는 영향에 대한 보고서(How the scientific discipline of moleculargastronomy could change the way we eat?)’에 예시로 등장한 요리 중 일부이다.
- Gibbs

물리학자 Josiah Willard Gibbs(1839～1903)의 이름을 따서 만든 음식으로, 계란흰자와 오일을 섞어 거품기로 유화(emulsification)시킨 뒤, 전자레인지 오븐에 조리한다. 이 과정에서 온도가 올라가면서 계란 흰자의 단백질은 서서히 응고되고, 흰자 속의 수분과 공기가 팽창하면서 마치 풍선처럼 부풀어 오른다. 이때 계란흰자와 오일의 유화 액이 응고되어서 굳어진 계란흰자에 갇히게 되어 이 상태로써 하나의 음식 형태로 갖춰지게 된다.
- Vauquelin

근대 화학의 아버지라 불리는 Antoine-Laurent de Lavoisier의 스승이었던 Nicolas Vauquelin(1763～1829)의 이름을 따서 만든 음식으로, 계란흰자와 물을 섞어, 거품을 낸 뒤 전자레인지 오븐에 조리해서 만든 음식이다.
- Baum

프랑스의 화학자 Antoine Baum(1728～1804)의 이름을 본떠 만든 음식이다. 계란을 껍질채 알코올에 한 달 정도 담가 두면 시간이 지나면서 알코올의 에탄올 성분이 계란의 껍질 속으로 스며들면서 계란을 천천히 응고시키게 되는데, 이 응고된 계란을 가리켜 Baum라 한다.

### 장비
- Clifton Food Range

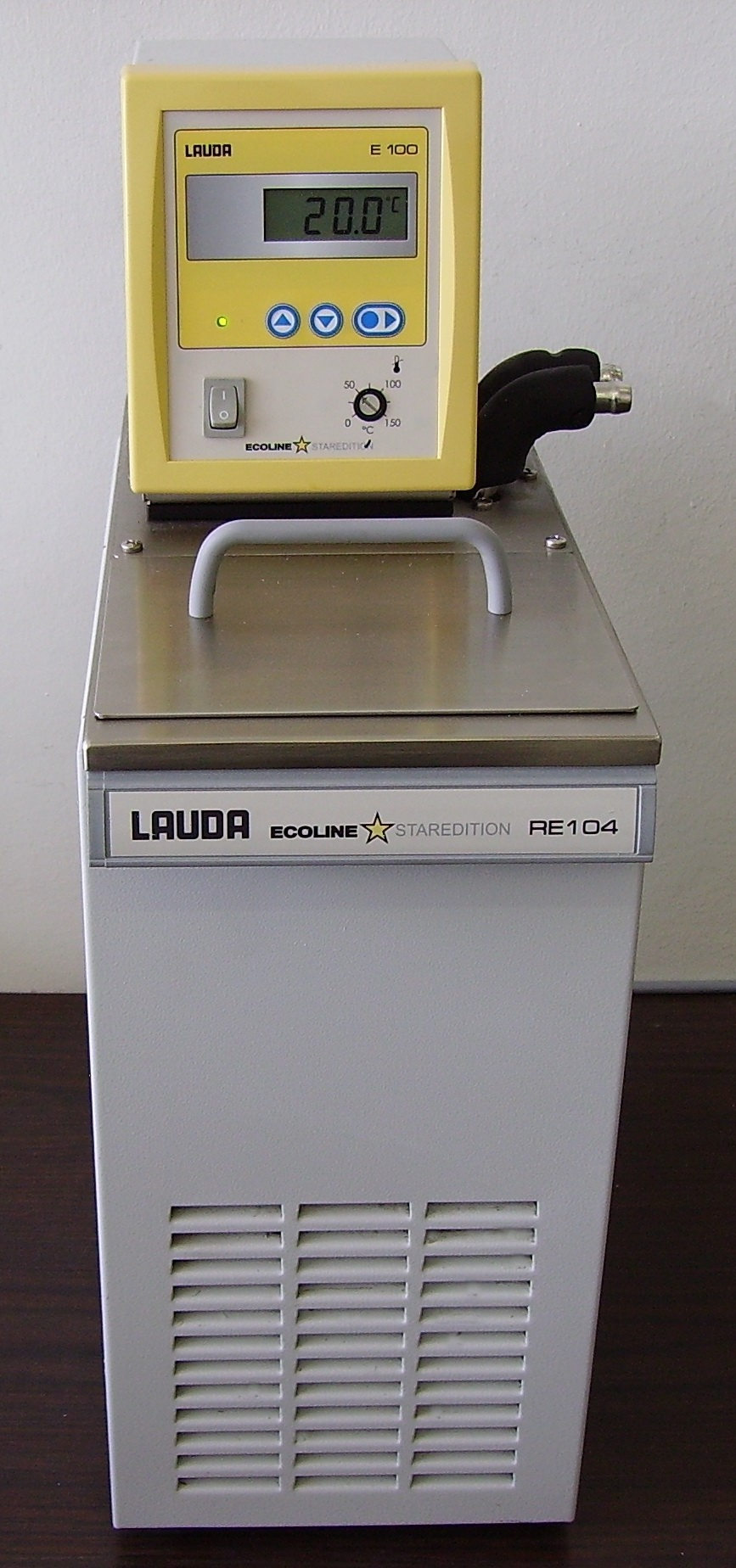
저온조리를 위해서 사용되는 온수조이다.

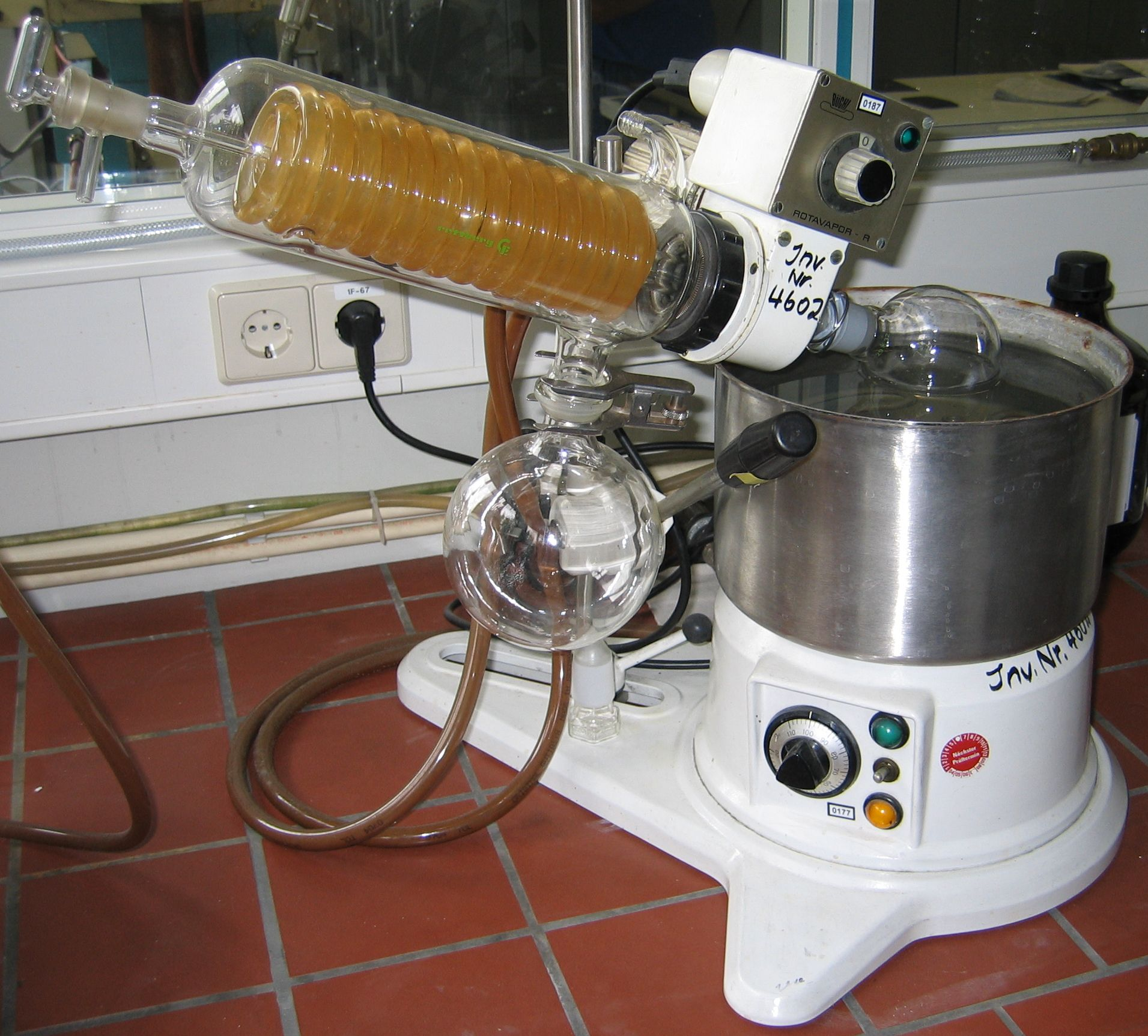
진공회전농축기는 증류와 분리를 위해 사용된다.

진공조리(sous vide cooking)를 하는데 쓰는 장비로, 중탕(water bath)을 만들어 일정한 온도를 유지하면서 조리할 수 있는 장비이다.
- Laser

시카고 Moto 레스토랑 Homaro Cantu는 의료수술장비인 4급(Class Ⅳ) 레이저를 이용하여서 재료를 순간적으로 증발시켜 재료로부터 향이 배어있는 연기를 만들거나, 재료에 구멍을 내서 재료 속은 익히고 밖은 날 것으로 만들 때 혹은 재료를 카라멜화(caramelization)시킬 때 사용한다.
- Pacojet[10]

신 개념의 아이스크림 및 셔벗을 만드는 장비로 만들고자 하는 재료를 적당 크기로 자른 뒤, 급속 냉동시켜 완전히 얼음상태로 만든 뒤, 필요할 때마다 바로 얼린 재료를 꺼내서 원하는 아이스크림과 셔벗을 만들 수 있는 장비이다.
- Syringe[11]

주사기로 액체재료를 다른 재료 속에 투여하거나, 물방울 모양, 특히 다양한 과일 캐비아를 만들 때 사용한다.
- Thermostat/thermomix

소스와 같은 재료를 원하는 온도로 일정하게 유지시켜주는 기능뿐만 아니라, 재료를 자르고, 정확한 재료의 양을 재어 주기도 하고, 자동반죽기능은 물론 음식이 조리될 때, 자동으로 음식이 눌러붙지 않게 저어주는 기능을 갖고 있는 장비이다.
- Whip siphon

거품제조기로 분자미식학뿐만 아니라 많은 정상급 유명 레스토랑이나 쉐프들이 소스의 거품을 낼 때 사용하는 장비이다.
- Bamix

거품 소스, 퓨레(puree), 에멀전(emulsion) 등을 만들 때 사용하는 핸드 블랜더의 일종이다.
- Gastrovac

진공 상태에서의 조리를 할 수 있는 기능을 가진 기계로 조리 시간을 단축시켜 주고, 재료의 질감, 색, 영양 요소를 보존시켜 준다.

### 재료
- Agar agar

한천, 우뭇가사리 가루로 교질화제로 많이 쓰이는 재료다.
- Carrageenan

카라게닌은 바닷말에서 추출한 콜로이드로 젤리․유제품 등의 안정제․점도 조절제로서 흔히 화장품 크림을 만드는데 많이 쓰인다.
- Calcium Chloride

화학복합물로 일종의 방부제로써 치즈를 가공할 때 사용한다. 알긴산염(sodium alginate)과 더불어 액상 형태의 재료를 철갑상어 알과 같이 표면이 부드럽고 둥글게 만드는데 사용한다.
- Dextrose

우선당(右旋糖)은 반죽이 부풀어 오르는 시간을 최대한 줄이는 역할을 한다(McGee 2003).
- Glucose

포도당으로 흔히 쓰는 물엿(starch syrup)이다. 물엿은 설탕의 재결정화를 늦추고 수분 감소를 억제하는 작용을 한다.
- Lecithin

레시틴은 계란과 대두, 곡물의 씨눈, 간 등에서 추출한 천연 유화제(emulsifier)로서 항산화 작용,이형 작용, 분산 작용을 한다. 초콜릿, 마가린, 버터 등에서의 점도 저하를 막고, 보수작용, 기포 소포작용, 전분이나 단백질과의 결합성 등 때문에 다양한 방면에서 유용하게 활용되는 물질로서, 수십 년간 식품분야에서 가장 널리 이용된 식품첨가물이다. 현재 많이 사용하는 거품소스를 만들 때, 거품의 안정제 역할로도 많은 쉐프들이 사용하고 있다. MaGee 2003).
- Liquid Nitrogen

액화질소로 형태를 만들기 어려운 재료를 급
속 냉각시켜서 원하고자 하는 모양을 만들 때 사
용한다.
- Methylcellulose

복합구조의 설탕화합물로 비교적 찬 음식, 아이스크림, 샐러드 소스 등과 같은 음식을 젤이나 시럽으로 만들어주는 재료이다.
- Sodium Alginate

알긴산염으로 해초에서 추출한 재료로 재료를 교질화(膠質化) 혹은 젤로 만드는데 이용하는데, 보통 둥근 생선알 모양의 음식을 만들 때 사용한다.
- Sodium Citrate

구연산나트륨으로 무취․무색․수용성의 결정 또는 입상(粒狀) 분말로서 항응고제로 식품, 의약에서 널리 쓰이고 있는 첨가제이다.
- Tapioca Maltodextrin

일종의 변형전분으로 지방질의 재료를 굳게 하거나 안정화시키는데 사용한다. 베이컨 기름이나 땅콩 버터와 같은 재료를 굳혀 가루로 만드는데 이용한다.
- Transglutaminase

일명 ‘고기접착체’라 불리는 효소로 단백질 응고작용을 도와준다. 조리된 고기조각들을 하나의 큰 덩어리로 만들거나, 생선이나 새우 살만으로 국수나 얇은 종잇장 같이 뽑을 수 있도록 단백질 조직을 단단히 연결해 주는 역할을 한다. 현재 일부 호텔에서 이를 사용해 스테이크용 고기 분할에 따르는 식자재 비용을 절감하고 있다.
- Trimoline

전화당(轉化糖)으로 트리몰린은 비트나 사탕수수시럽에서 추출한 전화당으로 천연 보습제로서 설탕의 재결정화를 막아주고 반죽의 탄력을 높여줄 뿐만 아니라 착색 효과도 뛰어나서 빵과 같은 재료 반죽을 굽는 시간을 단축시켜준다.
- Xanthum Gum

잔탄 검은 옥수수를 발효해서 만든 일종의 점성제(thickening agent)로서, 기존의 옥수수전분, 밀가루 등과 같이 온도 변화에 따라서 점성(thickening power)이 줄어들지 않고 항상 일정한 점성을 유지시켜 주는 재료로 아이스크림과 같은 음식의 안정제로 널리 쓰이고 있다.

### 테크닉
- 탄산화(Carbonating)

드라이아이스를 이용해 재료를 탄산화시키는 방법으로, 드라이아이스가 물과 결합하면서 이산화탄소를 방출하는 원리를 이용한다. 과일 등의 수분이 있는 재료를 드라이아이스와 접촉시켜서 재료에 탄산을 넣는 기법이다.
- 수 비드/진공조리법(Sous Vide Cooking, Vacuum Cooking)

수 비드(sous vide)라는 말은 '진공 상태'라는 프랑스어로, 1970년대 프랑스 과학자와 요리사들에 의해 개발된 조리법이다. 물은 100℃에서 끓지만 음식 재료들은 그 이하의 온도에서 익기에 가능한 기법으로, 플라스틱으로 된 속에 재료를 넣고 진공포장을 한 뒤, 끓는 점 아래 대략 60℃ 정도에서 천천히 장시간 조리한다. 이는 재료의 맛과 향뿐만 아니라 부드러운 촉감을 최대한 살릴 수 있다는 장점을 지니고 있다.
- 거품추출법(Foam Abstract Presentation)

거품추출법으로 유화제(emulsifier)나 교질화제(gelling agent)를 아산화질소(nitrous oxide)가 들어있는 고압 통에 재료를 넣어 거품소스를 만들어 내는 방법이다.
- 구체화(Spherification)

구체화(球體化)는 알긴산염(sodium alginate)과 칼슘(calcium)이 반응해서 굳어지는 성질을 이용하는 조리 방법이다. 알긴산염과 과일주스 등의 액체재료를 섞어 주사기나 스푼에 놓고, 이것을 젖산칼슘(calcium lactate)나 염화칼슘(calcium chloride)이 들어있는 용기에 액체를 떨어뜨려서 마치 둥그런 생선알처럼 만드는 방식으로 엘 불리의 훼란 아드리아(Ferran Adria)의 apple caviar가 그 대표적 예이다.
| 음식명                                    | 재료                  | 조리법                 | 기구               | 나라   |
| ----------------------------------------- | --------------------- | ---------------------- | ------------------ | ------ |
| Melon Cantaloupe caviar                   | Algin, calcic         | Spherification         | Syringe            | Spain  |
| Reverse Spherical cured ham croquette     | Algin, gluco, xanthan | Reverse spherification | Thermomix          | Spain  |
| Terrine of basil                          | Agar                  | Gelification           |                    | Spain  |
| Frozen parmesan air                       | Lecithin              | Emulsification         | Thermomix          | Spain  |
| Iberian ham cream                         | Xanthan gum           | Espesantes             | Thermomix          | Spain  |
| Hazelnut shorts                           | Nitrogen              | Frozen                 |                    | Spain  |
| Nitro-Scrambled egg and bacon ice cream   | Nitrogen              | Frozen                 |                    | UK     |
| Black current sponge cake                 | Carrageenan           | Gel                    |                    | USA    |
| Shrimp noodle                             | Transglutaminase      | Meat Gul               |                    | USA    |
| Foamed pumpkin with fennel confit in cube | Agar                  | Sous-vide              | Clifton food range | France |

## 같이 보기
- 식품과학